# 경주 동방동 와요지
경주 동방동 와요지(慶州 東方洞 瓦窯址)는 대한민국 경상북도 경주시 동방동에 있는 신라의 도자기 가마터이다. 1978년 6월 23일 대한민국의 사적 제263호로 지정되었다.

## 개요
요지란 도자기, 그릇, 기와들을 굽던 가마터이다.
국립경주박물관에서 발굴조사하여 9기의 도자기와 기와를 굽던 가마터를 발견했다. 그 중 1기를 발굴조사 한 결과 가마의 전체길이는 10.5m, 넓이 1.72m인 구릉 경사면을 이용하여 만든 굴가마(등요)로 밝혀졌다.
도자기를 굽던 곳의 천장부분 벽 일부가 남아있으며, 도자기를 빚던 곳과 굽던 방 사이에는 높은 벽이 있다. 출토된 기와조각은 고려시대에 성행한 새 깃털모양 무늬와, 연꽃무늬의 장식기와, 그리고 조선시대에 제작된 기와류가 대부분을 차지하고 있었다.
가마바닥에서 출토된 ‘건륭’이 새겨진 암막새는 가마터가 없어질 당시의 것으로 생각되며, 가마터의 제작시기를 고려시대부터 조선시대 후기까지로 추정하게 한다.

## 참고 자료
- 경주 동방동 와요지 - 국가유산청 국가유산포털